# Oreacanthus
Oreacanthus es un género de plantas fanerógamas perteneciente a la familia Acanthaceae. El género tiene seis especies de hierbas.
Está considerado un sinónimo del género Brachystephanus.

## Especies
- Oreacanthus coeruleus
- Oreacanthus cristalensis
- Oreacanthus manni
- Oreacanthus montifuga
- Oreacanthus schliebenii
- Oreacanthus sudanicus